# Конституционный референдум в Узбекистане (2023)
Конституционный референдум в Узбекистане прошёл 30 апреля 2023 года.
Конституционные поправки предусматривают увеличение президентского срока с 5 до 7 лет и разрешают президенту Шавкату Мирзиёеву баллотироваться ещё на два семилетних срока (его нынешний срок должен был закончиться в 2026 году; досрочные выборы президента состоялись в Узбекистане 9 июля 2023). Реформа «обнуляет» срок полномочий Мирзиёева, обещая гражданам страны бо́льшую социальную и правовую защиту. По итогам прошедших выборов Мирзиёев продлил своё пребывание у власти до 2030 года.
1 мая 2023 года новая редакция Конституции Узбекистана вступила в силу.

## История
Президент Узбекистана Шавкат Мирзиёев был переизбран в 2021 году на второй срок на выборах. Однако у него не было права баллотироваться на этот пост в 2026 году в соответствии с Конституцией, поскольку она ограничивает президентское кресло двумя сроками по 5 лет.
Проекты конституционных поправок были опубликованы узбекскими властями в 2022 году. В нём не было пункта, гарантирующего право автономной республики Каракалпакстан на проведение референдума и выход из состава Узбекистана. Вследствие этого в регионе начались массовые протесты. Позднее власти Узбекистана объявили об отзыве спорных изменений в отношении Каракалпакстана.
В марте 2023 года Конституционный суд Узбекистана постановил, что, если предложенные конституционные поправки будут одобрены избирателями, Мирзиёев сможет баллотироваться на третий срок, поскольку продолжительность срока была изменена, а он ещё не отбыл два полных срока.
Государство представило узбекский народ главным автором этого конституционного предложения. Власти Узбекистана заявили, что пересмотр Конституции улучшит управление и качество жизни в стране. Правительство также заявило, что референдум положит начало реформам в области прав человека. Власти пригласили местных знаменитостей на большие митинги и концерты, чтобы восхвалять как предложения, так и президента.
15 марта 2023 года узбекские СМИ опубликовали текст закона об изменении Конституции Узбекистана. В неё предложено внести ещё 27 статей. Изменения касаются 65 % Конституции страны.

## Основные предлагаемые изменения
- Продление срока полномочий президента с 5 до 7 лет[11];
- Провозглашение Узбекистана «социальным», «правовым» и «светским» государством[12][11] (в дополнение к «суверенному» и «демократическому»).
- Сокращение числа сенаторов со 100 до 65 человек[13];
- Наделение Законодательной палаты Олий Мажлиса полномочиями по контролю за исполнением государственного бюджета и рассмотрению отчета счётной палаты[13];
- Отмена смертной казни[9];
- Запрет на выдачу граждан Узбекистана иностранным государствам[9];
- Предоставление суду исключительных полномочий на принятие решений об ограничении права собственности, а также тайны переписки и любых иных сообщений[13];
- Обязанность государства обеспечивать гражданам минимальную зарплату, жильё и медицинскую помощь, а также доступ в Интернет[11];
- Расширение пунктов о равных правах мужчин и женщин[11][14];
- Запрет на принудительный детский труд[11][14];
- Ответственность за вмешательство в работу СМИ[11][14].

## Ход голосования
По данным ЦИК Узбекистана, избирательные участки открылись в 08:00 по местному времени и работали до 20:00 по местному времени. В России участки для голосования открылись в посольстве Узбекистана в Москве, а также при генеральных консульствах Узбекистана в Санкт-Петербурге, Казани, Новосибирске, Ростове-на-Дону, Екатеринбурге и Владивостоке.
Глава ЦИК Узбекистана Зайниддин Низамходжаев отметил на брифинге, что итоги голосования по трём урнам в Ташкенте, Ташкентской, и Сырдарьинской областях аннулированы в связи с выявленными серьёзными нарушениями. Из-за этого в итоги референдумы были внесены «незначительные изменения». По словам заместителя председателя ЦИК Бахрома Кучкарова, на некоторых избирательных участках были зафиксированы нарушения, «не влияющие на исход голосования». К ним относятся несвоевременное размещение списков избирателей, отсутствие трафаретов Брайля для слабовидящих избирателей и присутствие членов семей избирателей в кабинах для тайного голосования.

## Результаты
1 мая 2023 года ЦИК Узбекистана объявил окончательные результаты референдума.
| Выбор                             | Голосов    | %          |
| --------------------------------- | ---------- | ---------- |
| Распределение голосов             |            |            |
| За                                | 15 034 608 | 90,2       |
| Против                            | 1 558 817  | 9,35       |
| Бюллетени                         |            |            |
| Число недействительных бюллетеней | 73 672     | 0,44       |
| Явка                              | 16 667 097 | 84,5       |
| Число избирателей                 | 19 722 809 | 19 722 809 |
| Источник: Газета.uz               |            |            |

## Критика
В отчёте ОБСЕ отмечается, что, по данным международных наблюдателей. конституционный референдум в Узбекистане «был технически хорошо подготовлен и широко продвигался как шаг к расширению различных прав и свобод, однако он прошёл в условиях, не отвечающих требованиям подлинного политического плюрализма и конкуренции».
Наблюдатели раскритиковали референдум за включение положений, которые могут позволить Мирзиёеву претендовать на третий или даже четвёртый срок в будущем, при этом многие были обеспокоены ходом реформ в стране и продолжением «узбекской оттепели» при Мирзиёеве. Кроме того, это уже седьмой раз, когда с 1992 года в Конституцию Узбекистана вносятся значительные изменения после предыдущих попыток «обнулить» предыдущие сроки и обойти ограничение срока полномочий. Шавкат Мирзиёев утверждает, что радикальные реформы улучшат управление страной и предоставят её народу больше прав, но его критики считают, что они в первую очередь приносят пользу самому Мирзиёеву.
Основной целью референдума, по мнению большинства обозревателей, является «обнуление» двух президентских сроков Мирзиёева. Некоторые эксперты назвали новую Конституцию «мирзиёевской», поскольку Мирзиёев хочет с помощью неё укрепить власть и полностью отойти от наследия Ислама Каримова. Исследователь Католического университета Лиона Оливье Феррандо заявил, что референдум был «флагманской мерой» Шавката Мирзиёева в его попытке «эмансипации» от наследия Каримова и что многие аналитики видят попытку узбекского президента продолжить своё правление. Научный сотрудник Берлинского центра Карнеги по изучению России и Евразии Темур Умаров отметил, что новая Конституция ещё больше укрепит и так сильную президентскую власть.